# Tha Khao Plueak
Tha Khao Plueak (Thai: ท่าข้าวเปลือก) is een tambon in het district (amphoe) Mae Chan in Thailand. De tambon had in 2005 7510 inwoners en bestaat uit 14 mubans.